# Quint Valeri Ànties
Quint Valeri Ànties (en llatí Quintus Valerius Antias) va ser un historiador romà possible membre de la gens Àntia, que segurament procedien d'Antium, com afirma Plini. Va viure a la primera meitat del segle i aC i era contemporani de Quint Claudi Quadrigari.
Va ser pretor el 68 aC. Va escriure una Història de Roma en 75 llibres, que es remuntava des del rei Amuli i Rea Sílvia fins a Sul·la. El període més proper a la seva època segurament tractava els temes amb molt de detall. De la seva Història es conserven fins al dotze llibre que acaba l'any 137 aC. Es van perdre la resta de llibres.
Titus Livi parla d'ell com el més mentider de tots els annalistes, però el va utilitzar en algunes de les seves obres sense fer-li cap retret. A la fi va descobrir que les xifres que donava eren exagerades i que parlava dels primers temps de Roma amb una gran imaginació i inventiva i el va deixar d'utilitzar. Ciceró no parla mai de Valeri Ànties.